# Hussards Jérôme-Napoléon
Le régiment de hussards Jérôme-Napoléon est un régiment de cavalerie légère créé le 31 juillet 1813 par Napoléon Ier et en service dans la Grande Armée jusqu'en 1814. Organisée à Cassel par les soins de Jérôme Bonaparte, roi de Westphalie, l'unité reçoit pour commandant le colonel Antoine Brincard et participe à la campagne d'Allemagne. En 1814, les hussards Jérôme-Napoléon deviennent le 13e régiment de hussards, qui est dissous après la bataille de Fère-Champenoise.

## Historique

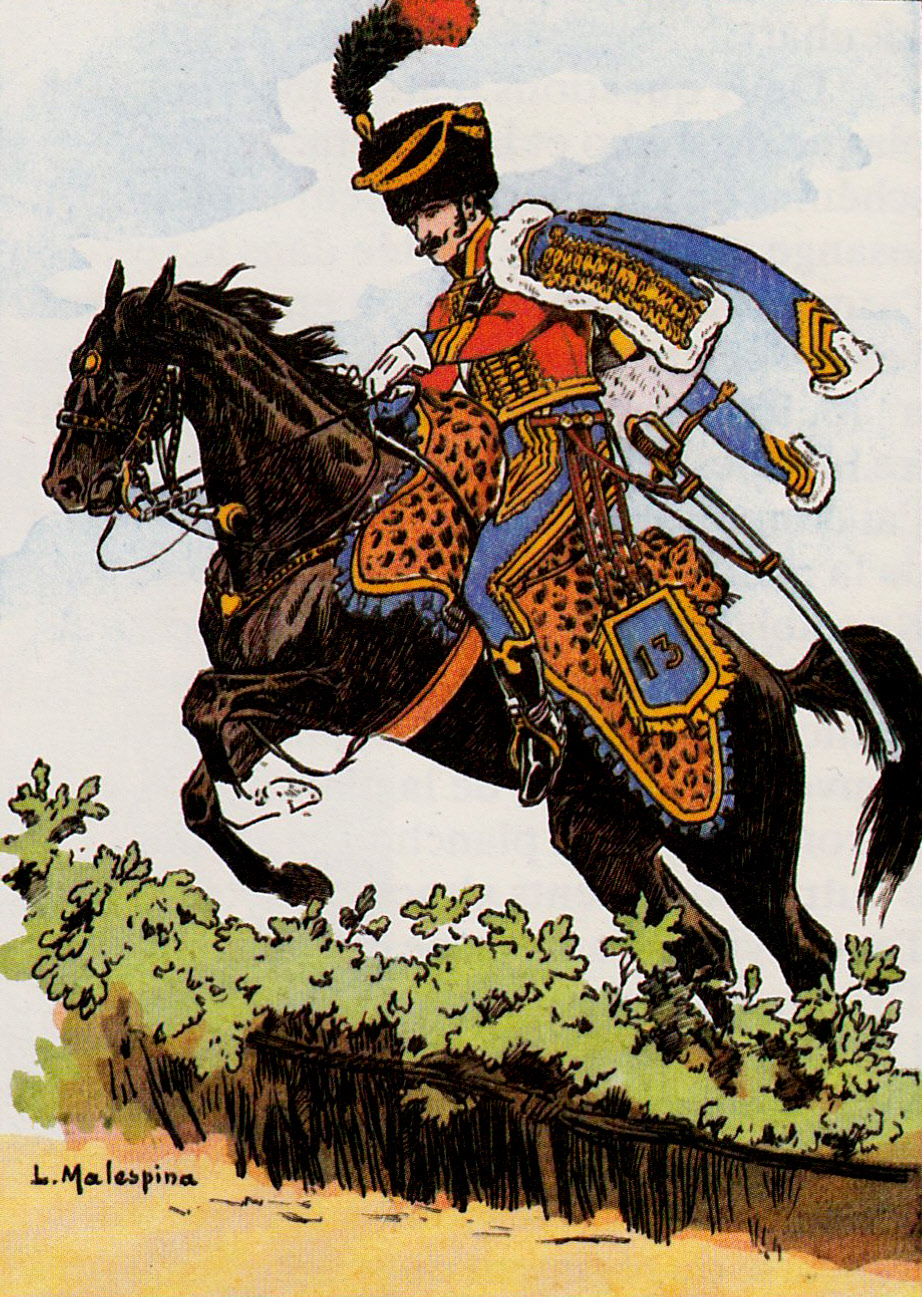
Officier du 13e régiment de hussards ex-Jérôme-Napoléon en grande tenue, 1814, par Louis-Ferdinand Malespina.

Le 31 juillet 1813, Napoléon Ier décrète la formation d'un régiment de hussards mis au service du royaume de Westphalie. Les recrues sont françaises et choisies au sein de vingt-quatre régiments de cavalerie de la Grande Armée. L'organisation s'effectue à Cassel, capitale du pays, sous l’œil attentif du roi Jérôme Bonaparte qui a été chargé par son frère de s'occuper du fourniment et des chevaux. Le colonel Antoine Brincard, ex-major du 4e régiment de lanciers, arrive le 1er août pour prendre le commandement du corps, dont un premier contingent est passé en revue le 11 août 1813.
Un mois plus tard, le général russe Alexandre Tchernychev pénètre en Westphalie avec 2 000 cosaques et atteint Cassel le 28 septembre. Alors que la quasi-totalité de l'armée westphalienne a déserté, les hussards du régiment Jérôme-Napoléon et quelques unités de la Garde royale défendent la ville suffisamment longtemps pour permettre au roi Jérôme de s'enfuir vers Coblence. Le 30 septembre, le royaume de Westphalie s'effondre et les hussards passent dans l'armée française le 16 octobre suivant, avant de devenir le 13e régiment de hussards le 1er janvier 1814. Sous cette nouvelle identité, le corps participe à la campagne de France et est anéanti aux côtés de la division Amey à la bataille de Fère-Champenoise, le 25 mars 1814.

## Uniformes

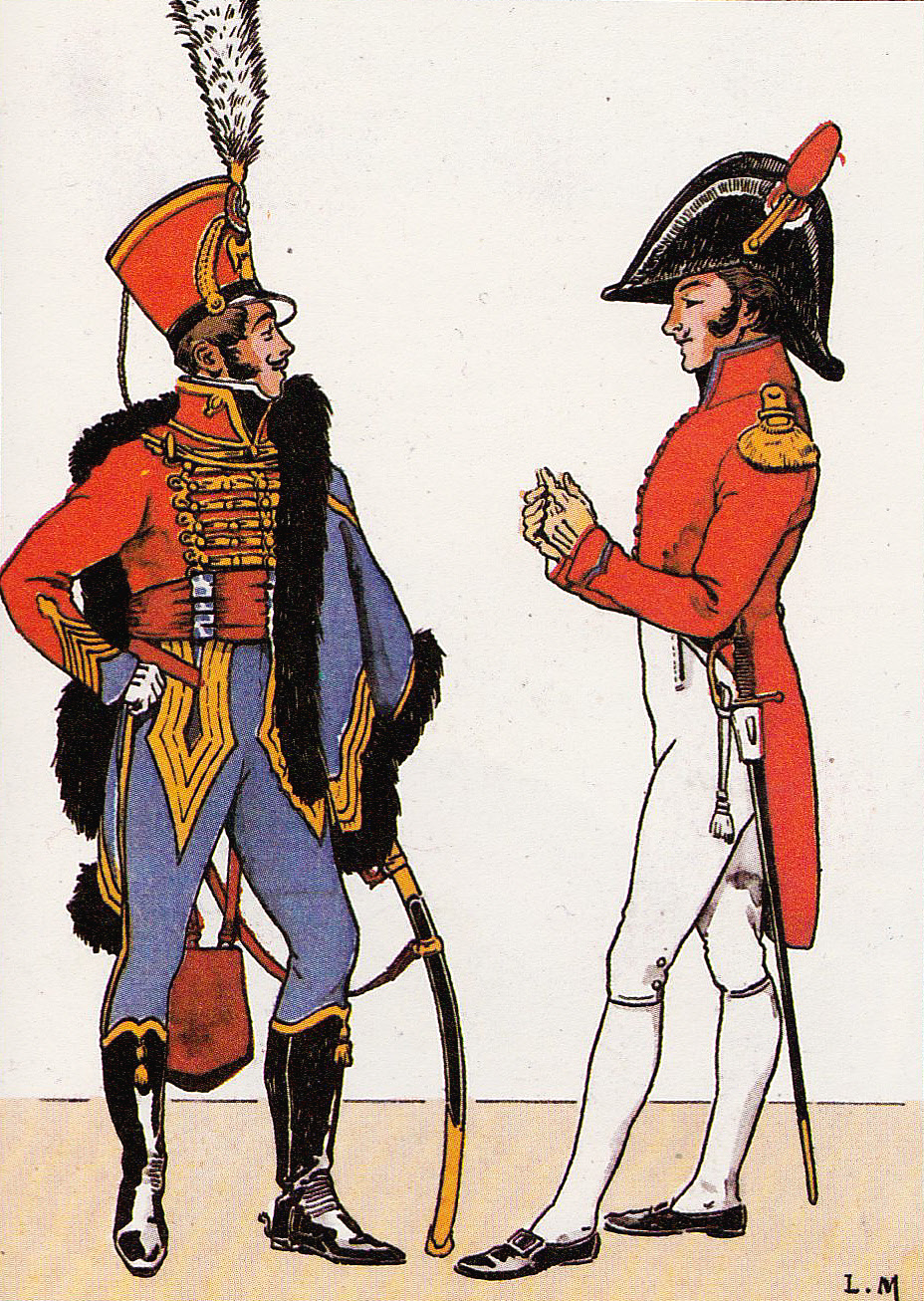
Officiers du 13e hussards ex-Jérôme-Napoléon en 1814, grande tenue et tenue de société. Planche de Louis-Ferdinand Malespina.

« Le Corps […], formé de ses hussards de la fondation qui furent de vaillants cavaliers était magnifiquement habillé. »

— Eugène Louis Bucquoy.

### Troupe
L'uniforme du régiment est décrit dans l'article 9 du décret du 5 août 1813. La coiffure est un shako en drap écarlate surmonté d'un plumet blanc. Le cordon, les raquettes, l'aigle et le bourdalou dorés ainsi qu'une cocarde bleue et blanche complètent l'ensemble. Le dolman initial, en bleu dit « westphalien » avec tresses et parements dorés, est très rapidement remplacé par un dolman écarlate ; la distinctive est alors transférée sur la pelisse. Les buffleteries sont jaunes mais le commandant Bucquoy précise sur ce point qu'« aucun document iconographique ne confirme la buffleterie jaune ». La ceinture est écarlate avec alternances de tissu blanc et bleu ciel. Le pantalon est de même couleur que le dolman avec nœuds dorés à la hongroise. Les cavaliers de la compagnie d'élite ne diffèrent de leurs homologues que par le plumet écarlate du shako.
En petit uniforme, les hussards revêtent un manteau en toile grise ainsi qu'un pantalon de route bleu basané de noir. La tenue d'écurie comprend quant à elle un chapeau à sommet aplati passepoilé de fil rouge et, en plus du pantalon basané, d'un surtout bleu à boutons jaunes.

### Trompettes
La tenue des trompettes est connue grâce à une pièce d'archive de la collection alsacienne Carl. Le shako est identique à celui de la troupe à l'exception du plumet blanc et bleu. Le dolman, en drap blanc avec collet et parements bleus, galon et passepoil dorés, est recouvert d'une pelisse blanche à tresses dorées et bordée d'une fourrure noire. La ceinture est en tissu or à coulants bleus. La culotte, enfin, est entièrement écarlate avec nœuds hongrois et bande dorés.

### Officiers
L'uniforme réglementaire du colonel Brincard diffère sur plusieurs points avec ceux du reste du régiment. L'aigle du shako, tout d'abord, disparaît au profit d'une plaque dorée portant les initiales « JN » pour Jérôme Napoléon. Le pompon en-dessous du plumet, blanc pour les hussards et les trompettes, devient doré. Le dolman et la pelisse ne changent pas sauf en ce qui concerne les galons de grade et la fourrure, blanche. La culotte est bleue avec double bande en or et soutaches dorées.